# プロビー・トマス・コートレー
プロビー・トマス・コートレー（Proby Thomas Cautley、1802年 - 1871年1月25日）はイギリスの土木技術者、古生物学者である。インドのガンジス運河の建設で知られる。ヒュー・ファルコナーと共に化石の収集、研究を行った。

## 経歴
サフォークに生まれた。1819年、17歳の時イギリス領インド帝国にいきベンガル連隊に加わった。1825年に西ヤムーナ運河（ドアブ運河 (Doab canal)）の建設を命じられたロバート・スミスの助手となった。1831年から1843年の間の12年間、運河の建設に従事し、1936年からは監督者を務めた。6年間に渡り自ら流域を調査し、1840年にガンジス川、ヒンダン川、ヤムナー川をつなぐ500kmの運河建設の提案を行った。費用面の反対を乗り越えて、工事は1842年4月から始められ、神聖な川の工事をすることに対するインド人宗教家に配慮しながら建設を進め、運河は1854年4月に公式に開かれた。
古生物学の分野では、インド、シワリク丘陵のヒュー・ファルコナーの化石調査にかかわり、多くの哺乳類の化石を集め、その中には、この地が沼沢地であった事を示すカバやワニの化石や、サーベルタイガーの化石なども含まれている。ファルコナーと共著を含む多くのシワリク丘陵の地質や化石に関する論文を、ベンガルアジア学協会紀要やロンドン地質学会誌に発表した。1837年にロンドン地質学会からウォラストン・メダルを受賞した。